# Elitserien (1927–1935)
Die Elitserien war in den Jahren 1927 bis 1935 die höchste Eishockeyspielklasse in Schweden. Der schwedische Meistertitel wurde jedoch in dieser Zeit in Pokalform in einer nationalen Endrunde ausgespielt. Die Liga ersetzte die Klass I i ishockey als höchste Spielklasse des Landes und wurde selbst von der Svenska serien i ishockey abgelöst. Seit 1975 gibt es eine gleichnamige Eishockey-Profiliga in Schweden. 

## Meister der Elitserien
- 1928: IK Göta
- 1929: IK Göta
- 1930: IK Göta
- 1931: Södertälje SK
- 1932: AIK Solna
- 1933: Hammarby IF
- 1934: Hammarby IF
- 1935: Hammarby IF